# Nechť žiješ v zajímavých časech
Nechť žiješ v zajímavých časech (anglicky May you live in interesting times) je anglické přísloví, které je často uváděno jako překlad staré čínské kletby (například „jak říká stará čínská kletba: Nechť žiješ v zajímavých časech!“). Ačkoliv může znít jako požehnání, jeho užití bývá ironické a „zajímavé“ časy znamenají potíže a nejistotu.

## Původ
Navzdory tomu, že je přísloví běžně přisuzován čínský původ, žádná taková kletba nebyla v čínských materiálech nalezena. Nejblíže je jí významem podobná fráze 寧為太平犬，不做亂世人 – „raději žít jako pes v pokojném období, než jako člověk v období chaosu/války.“ Ta se objevuje ve sbírce sestavené Feng Meng-lungem v roce 1627.

### Nejstarší doložené zmínky
O užívání této fráze píše ve svých pamětech vydaných v roce 1949 britský velvyslanec v Číně Hughe Knatchbull-Hugessen – před jeho odjezdem do Číny v roce 1936 mu o této kletbě měl říct jeho přítel. Frederic René Coudert Jr. ve své řeči v roce 1939 zmínil, že přísloví popsal jako čínskou kletbu v jejich korespondenci z roku 1936 Austen Chamberlain, bývalý ministr zahraničí a starší bratr pozdějšího premiéra Nevilla Chamberlaina. Podle Garsona O’Toolea (pseudonym zakladatele webu Quote Investigator) je možným původním zdrojem tohoto přísloví proslov jejich otce Josepha Chamberlaina z roku 1898, ve kterém říká: „Myslím, že se všichni shodneme na tom, že žijeme ve velmi zajímavých časech. Nepamatuji období, které by bylo takto plné historie, které by den za dnem přinášelo nové předměty zájmu a, mohu-li dodat, také důvody k úzkosti.“ Časem se tedy mohla originální Chamberlainova myšlenka v rodinném převyprávění stát přejatým čínským moudrem.

### Další významná užití
V roce 1944 se objevila variace uvádějící frázi jako „nejstrašnější kletbu uvalenou na nepřítele“, v roce 1957 Albert Camus připsal frázi nejmenovanému čínskému mudrci, který ji prosebně vztahoval na sebe a v roce 1965 ji v eseji použil Arthur C. Clarke. Dalším známým užitím byla řeč amerického senátora Roberta F. Kennedyho v Kapském Městě v roce 1967. Jméno románu Zajímavé časy (v anglickém originálu Interesting Times) Terryho Pratchetta o civilizaci podobné starověké Číně je inspirováno touto kletbou. Nechť žiješ v zajímavých časech vybral kurátor Ralph Rugoff jako jméno hlavní expozice 58. Benátského bienále konaného v roce 2019.